# Buttero

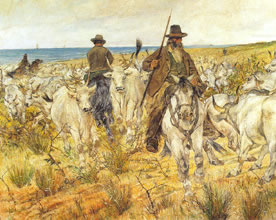
Os Butteros, de Giovanni Fattori (1893)

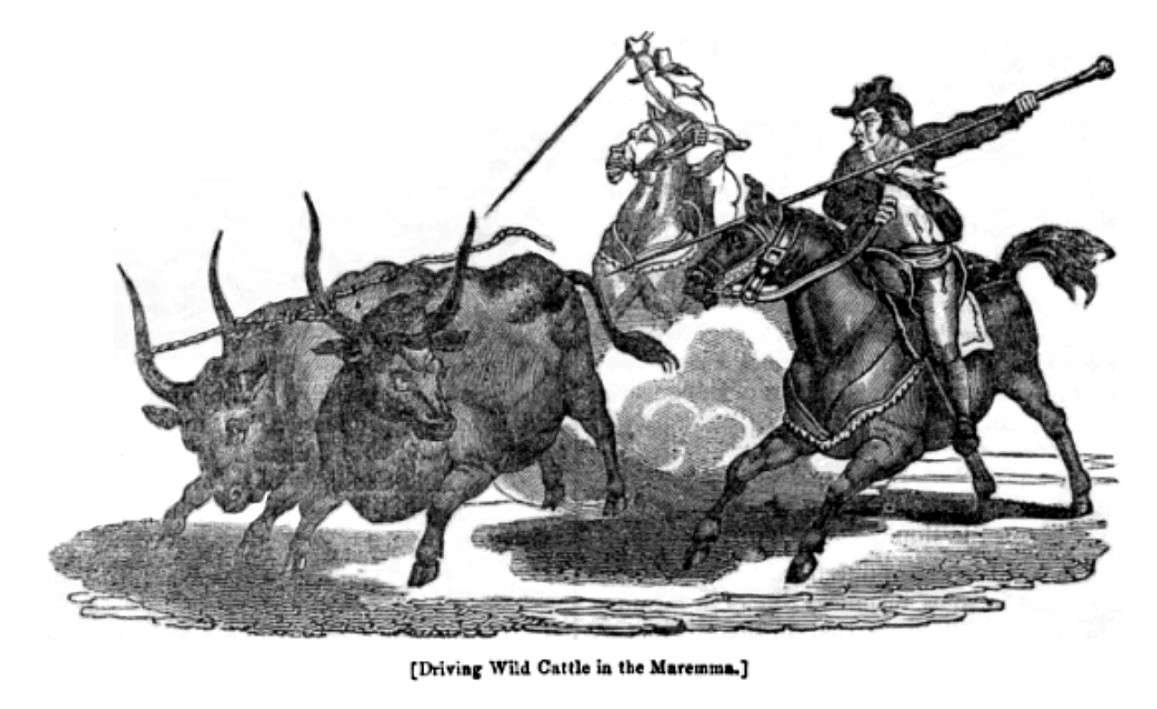
"Driving wild cattle in the Maremma", ilustração do The Penny Magazine, 1832

O Buttero é o pastor a cavalo tipico da região de Maremma, Toscana e Norte do Lácio. Com uma certa aproximação do termo seria o equivalente italiano, do cowboy estadunidense.
O buttero habitualmente cavalga em seu próprio cavalo da região de Maremma, o Maremmano, e tem hábitos agropastoris.

## Ligações Externas
- Associazione Butteri d'Alta Maremma
- Il Buttero sul sito dell'Azienda Agricola Alberese
- Associazione Butteri della Maremma
- Associazione Butteri di Canale Monterano
- Cavalieri di Maremma